# Jamberoo
Jamberoo är en del av en befolkad plats i Australien. Den ligger i kommunen Kiama och delstaten New South Wales, i den sydöstra delen av landet, omkring 96 kilometer sydväst om delstatshuvudstaden Sydney. Antalet invånare är 1 608.
Närmaste större samhälle är Kiama, nära Jamberoo. 
Trakten runt Jamberoo består till största delen av jordbruksmark. Genomsnittlig årsnederbörd är 1 352 millimeter. Den regnigaste månaden är februari, med i genomsnitt 211 mm nederbörd, och den torraste är juli, med 36 mm nederbörd.